# Iglesia de San Francisco de Asís (Rancagua)
La iglesia de San Francisco de Asís es un templo religioso de culto católico bajo la advocación de San Francisco de Asís en la ciudad de Rancagua, en Chile, situada en el Paseo del Estado esquina Avenida Millán.
Es de estilo neorrománico, e incluye innovaciones de tendencias neoclásicas. Sus dimensiones son: 15,4 metros de altura, 21,3 metros de base y 58,2 metros de largo.

## Historia

### Primer templo
La orden de los franciscanos llegó a Rancagua en 1743, mismo año en que dicha ciudad fuera fundada bajo el nombre de Santa Cruz de Triana. El gobernador José Antonio Manso de Velasco decretó que se entregara ocho solares a los religiosos franciscanos —delimitados por las actuales calles Estado, Millán, Almarza e Ibieta— y se les ayudara para la construcción de un templo.
Así fue como se edificó la primera iglesia de San Francisco, inaugurada en 1807, en la esquina noroeste del terreno (actual esquina de Estado con Ibieta), templo que tenía solamente una torre; existe una lápida recordatoria en el antejardín de la casa franciscana. Frente a la iglesia se dejó un espacio libre para una plazuela, hoy conocida como Plazuela Marcelino Champagnat (antiguamente Plazuela Santa Cruz de Triana), para que los fieles se reunieran luego de las eucaristías. Según el historiador local Héctor González, el 3 de octubre de 1814, luego de la Batalla de Rancagua, el general de los realistas, Mariano Osorio, habría mandado a celebrar un Te Deum en la iglesia por el triunfo de sus tropas.
El motivo del descontento de algunos sectores de la comunidad rancagüina —particularmente de liberales, radicales y otros anticlericales— con los franciscanos era que su extensa propiedad, de dos cuadras unidas, no permitía el paso por la actual calle Almarza hacia el sur. Finalmente se abrió dicha calle hasta lo que es hoy Avenida Millán, sacrificándose el huerto de los franciscanos y dividiendo en dos la propiedad.

### Templo actual

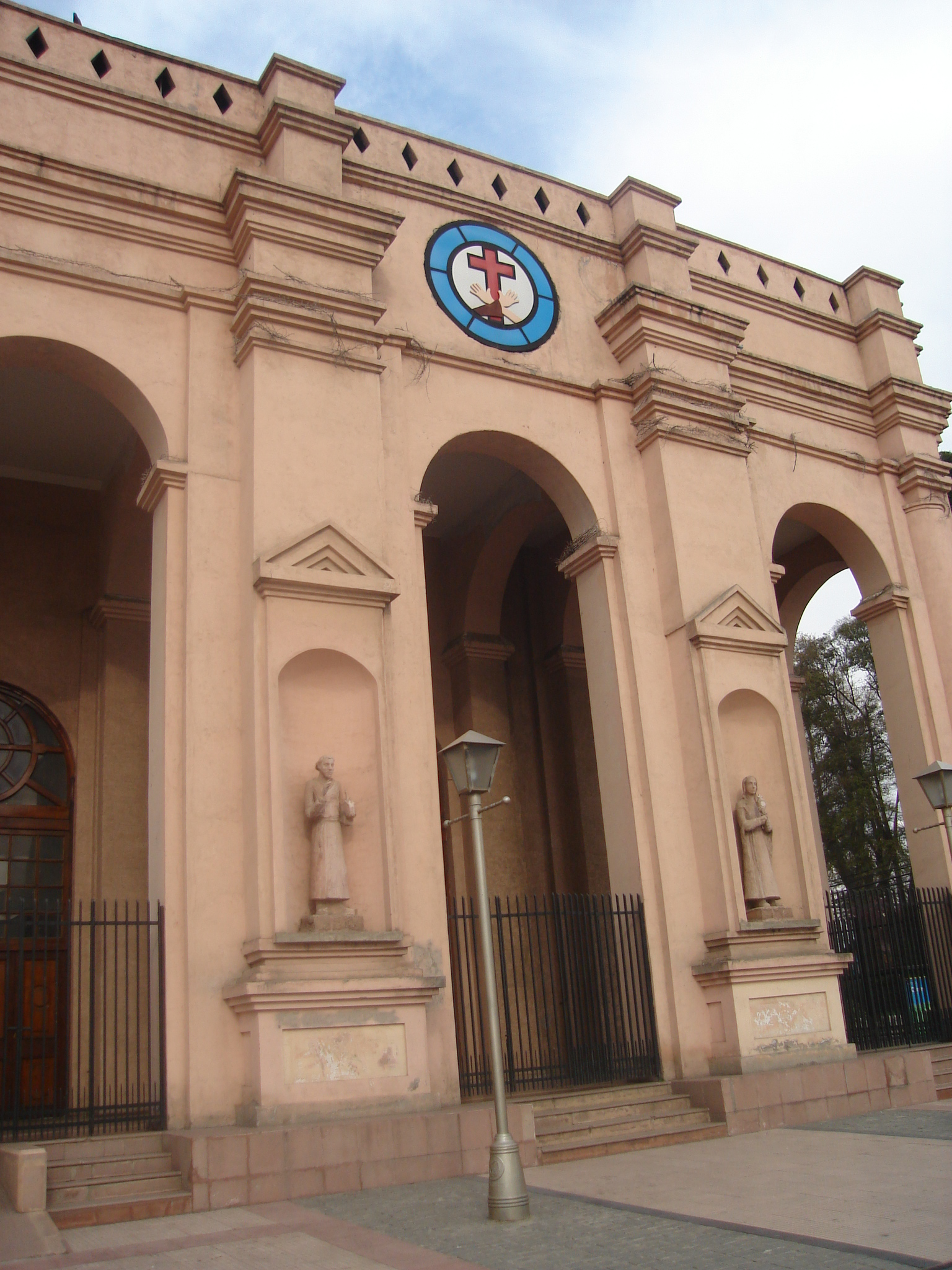
Iglesia en 2007.

La presencia de fieles rancagüinos en San Francisco de Asís se incrementó cuando hubo que demoler, en 1860, la antigua iglesia parroquial de la Plaza de los Héroes, por lo que se hizo necesaria la construcción de un nuevo templo. Además de ello, los franciscanos mantenían una escuela, que en ese tiempo era una de las más importantes de la ciudad.
El 24 de diciembre de 1894 se puso la primera piedra del actual templo, ubicado en la esquina suroeste del territorio entregado originalmente a los franciscanos (actual esquina de Estado con Millán). El templo fue inaugurado el 25 de marzo de 1904.

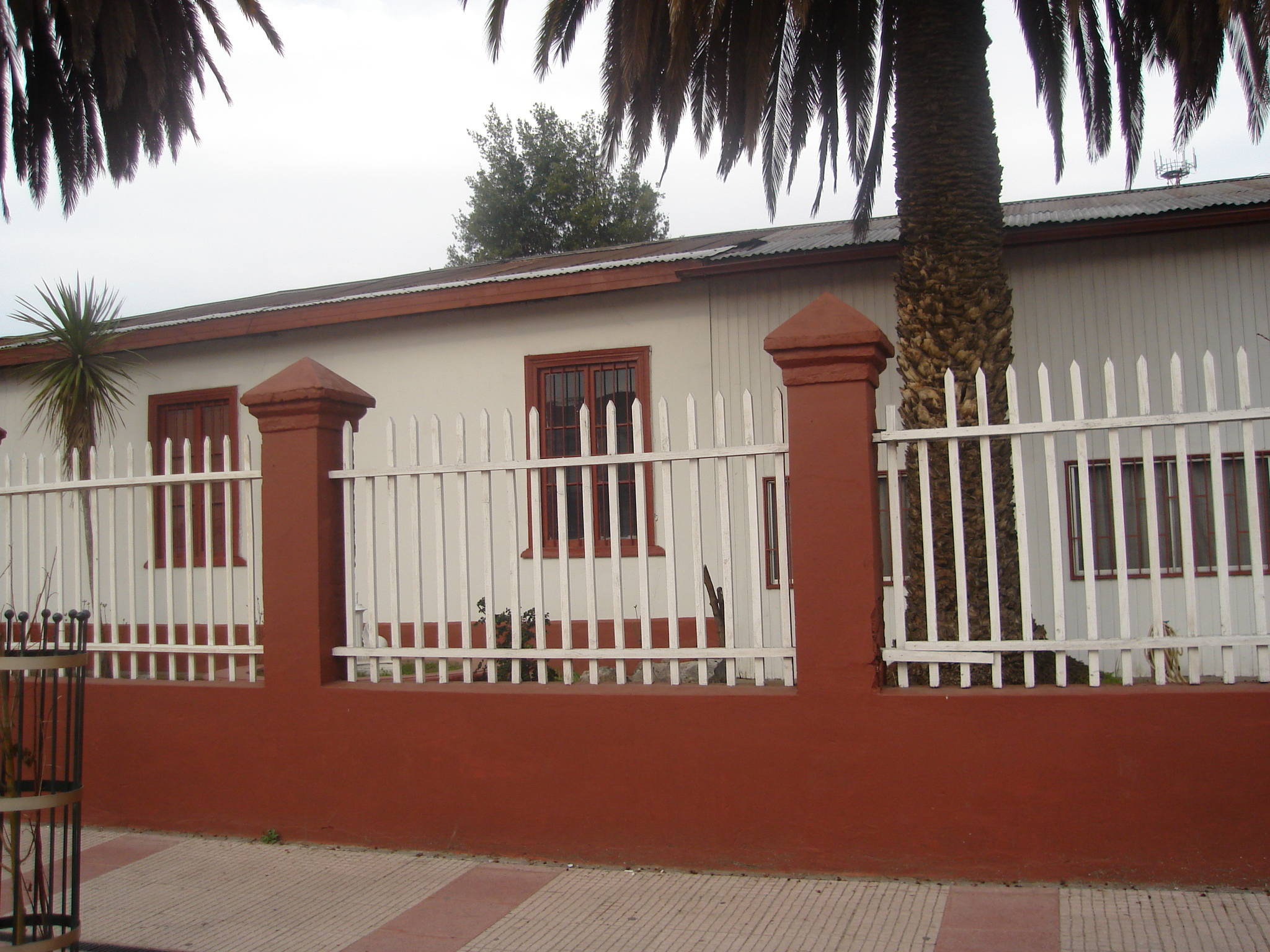
Casa parroquial del templo, que se vio afectada por un incendio en 2014.

La parroquia San Francisco de Asís fue creada en 1966, organizada e iniciada por el fray Mario Michelson, quien se preocupó de construir las oficinas del templo y una casa parroquial. En 1985, el terremoto que azotó el centro de Chile derribó parte del frontis del templo y de su techumbre, y sufrieron daños de consideración ocho columnas de la nave central. La reparación del templo, que incluyó la demolición de su atrio, finalizó en el año 1999.
En 2007, y tras un repliegue de la orden en Chile, los franciscanos dejaron  la iglesia San Francisco, pasando a manos de la Diócesis de Rancagua.
En 2010, un nuevo terremoto dejaría graves daños al templo. Poco tiempo después de su reinaugración, el 30 de junio de 2014, parte de sus instalaciones —casa parroquial y oficinas— fueron destruidas por un incendio, que no se extendió hasta el templo.

## Templos dependientes

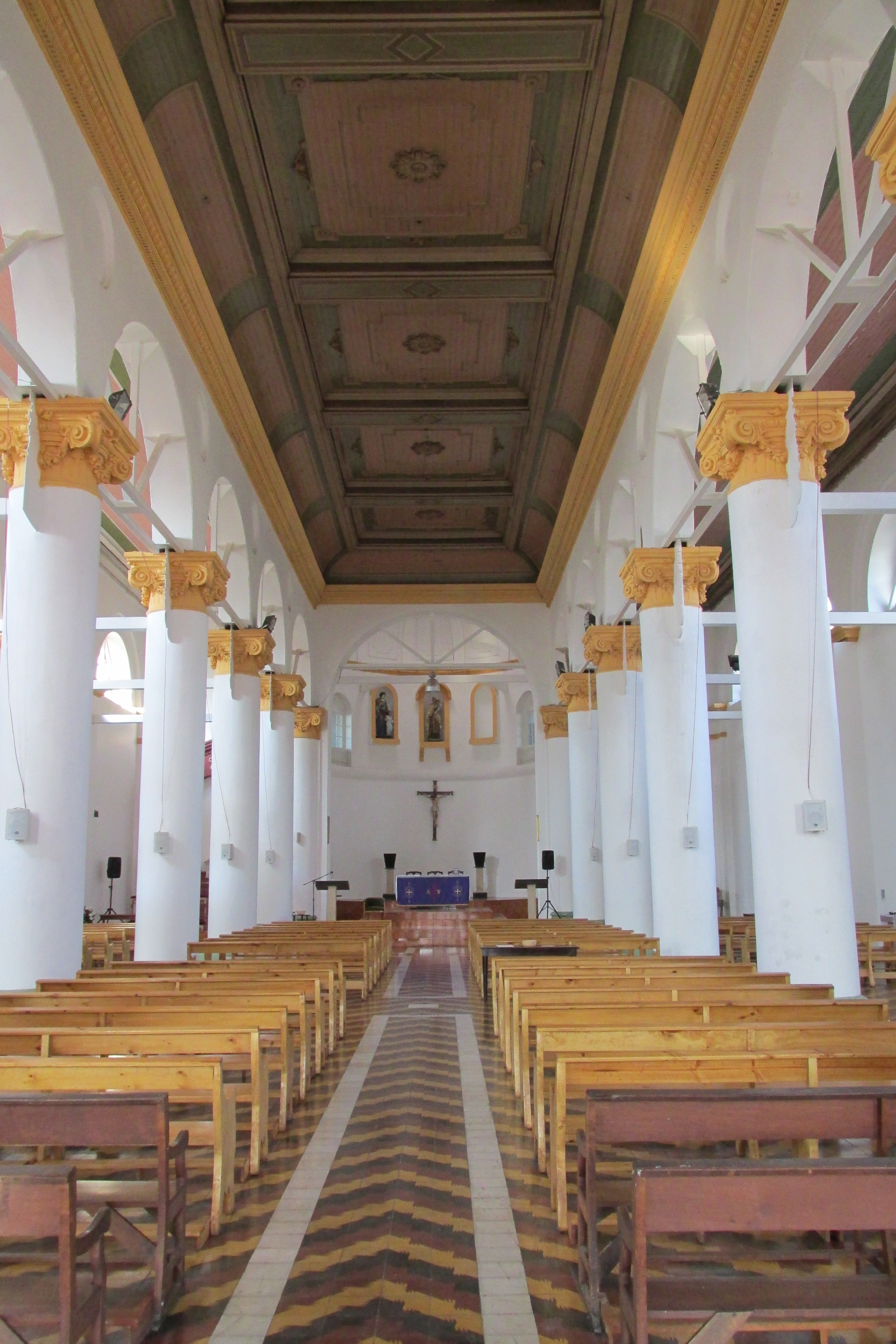
Interior del templo.

Las iglesias pertenecientes a la parroquia San Francisco de Asís son:
- Capilla "San Pedro Apóstol" - Población San Pedro, Rancagua.
- Capilla "San Marcelino Champagnat" - Instituto O'Higgins de Rancagua.
- Diaconías "Nuestra Señora de Guadalupe" - Población Esperanza, Rancagua.